# Равномерная плотность
Равномерная плотность — свойство семейства мер; формализует то, что семейство не убегает на бесконечность.

## Определение
Пусть {\displaystyle (X,T)} — Хаусдорфово пространство, и пусть {\displaystyle \Sigma } — сигма-алгебра на {\displaystyle X}, включающая открытые (а значит и борелевские) множества. Пусть {\displaystyle M} — семейство мер, определенных на {\displaystyle \Sigma }.
Семейство {\displaystyle M} называется равномерно плотным, если для любого {\displaystyle \varepsilon >0} существует компактное подмножество {\displaystyle K_{\varepsilon }} в {\displaystyle X}, такое, что для всех мер {\displaystyle \mu \in M} выполняется неравенство
{\displaystyle |\mu |(X\setminus K_{\varepsilon })<\varepsilon ,}
здесь {\displaystyle |\mu |} — это вариация меры {\displaystyle \mu }.

### Замечания
- Часто предполагается, что меры вероятностные; в этом случае ключевое неравенство можно переписать как
{\displaystyle \mu (K_{\varepsilon })>1-\varepsilon .}
- Если равномерно плотное семейство {\displaystyle M} состоит из одной меры {\displaystyle \mu }, то сама мера {\displaystyle \mu } называется плотной.
- Если {\displaystyle Y} — это {\displaystyle X}-значная случайная величина, у которой распределение является плотной мерой на {\displaystyle X}, то говорят, что {\displaystyle Y} радонова случайная величина.

## Примеры
- Любое семейство мер на компактном метризуемом пространстве равномерно плотна.
  - Это не обязательно верно для неметризуемых пространств.
- Если {\displaystyle X} — польское пространство, то любая вероятностная мера плотна.
  - Согласно теореме Прохорова, семейство вероятностых мер на {\displaystyle X} равномерно плотно, тогда и только тогда, когда это оно предкомпактно в топологии слабой сходимости.